# Lizak długoczułki
Lizak długoczułki (Gyrophaena obsoleta) – gatunek chrząszcza z rodziny kusakowatych i podrodziny rydzenic. Zamieszkuje Europę.

## Taksonomia
Gatunek ten opisany został po raz pierwszy w 1895 roku przez Ludwiga Ganglbauera.

## Morfologia

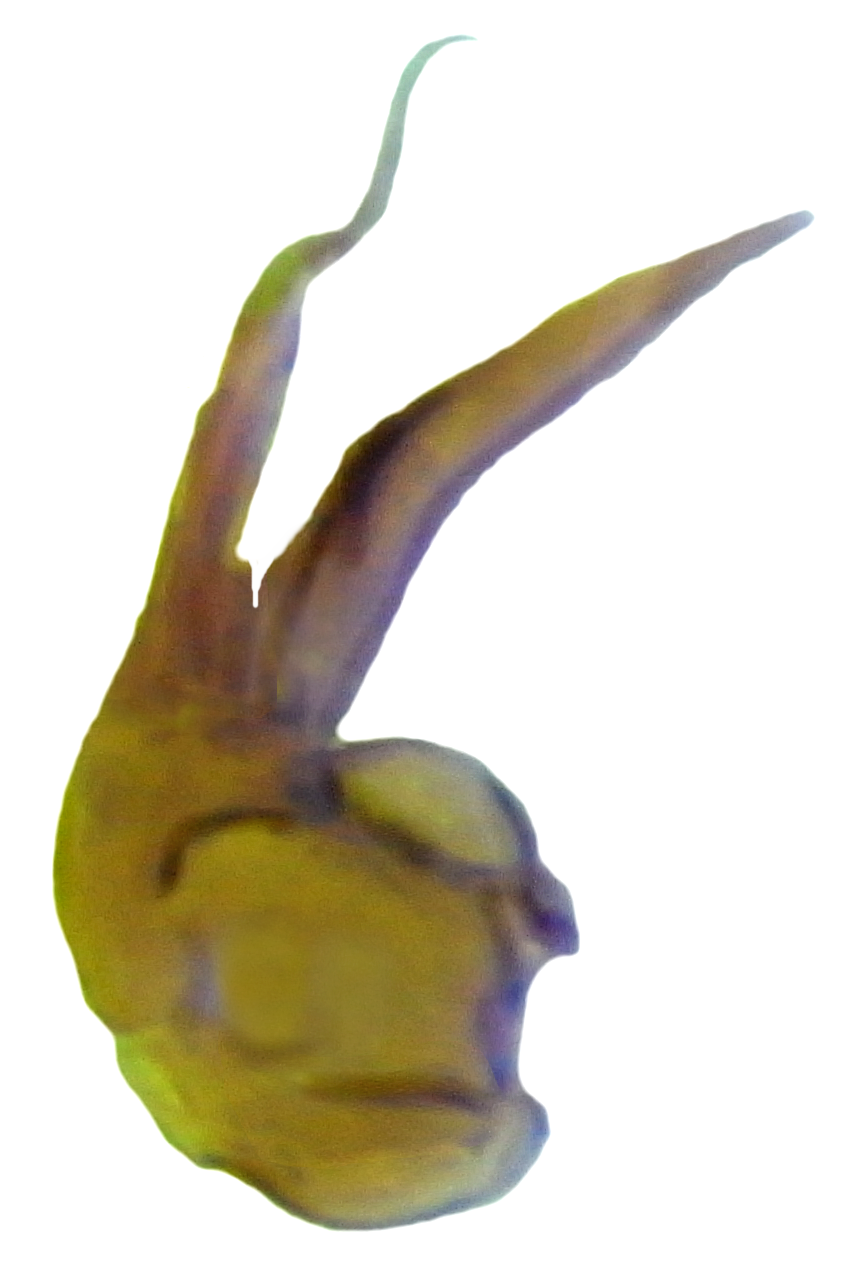
Genitalia samca

Chrząszcz o wydłużonym ciele długości od 2 do 2,4 mm. Głowa jest czarniawa, 1,7 raza szersza niż dłuższa, zaopatrzona w wyłupiaste oczy. Barwa czułków jest rudożółta. Człony w środkowej części czułków nie są wyraźnie poprzeczne, a człon piąty jest nieznacznie dłuższy niż szeroki. Przedplecze jest rudożółte, czasem z zaczernionym dyskiem. Jego tylna krawędź jest wąsko obrzeżona. Pokrywy są bladożółte z czarniawymi krawędziami tylnymi. Punktowanie na powierzchni pokryw jest niezmodyfikowane, drobne. Długość pokryw jest znacznie większa niż przedplecza. Kolor odnóży jest żółty do pomarańczowego. Odwłok ma ubarwienie rudożółte z czarniawą przepaską poprzeczną w okolicy czwartego z tergitów.

## Ekologia i występowanie
Owad rozmieszczony na obszarach leśnych. Mycetobiont. Bytuje w owocnikach grzybów naziemnych i nadrzewnych, zdrowych, jak i gnijących; w tym należących do rodzaju gołąbek, mleczaj i lejkówka. W buczynie karpackiej należy do najliczniejszych kusakowatych żerujących w grzybach naziemnych.
Gatunek palearktyczny, europejski, znany z Francji, Niemiec, Szwajcarii, Austrii, Włoch, Szwecji, Norwegii, Polski, Słowacji i europejskiej części Rosji.